# Bud Collins
Bud Collins, właśc. Arthur Worth Collins (ur. 17 czerwca 1929 w Limie, zm. 4 marca 2016 w Brookline) – amerykański dziennikarz sportowy, znawca tenisa.
Po odbyciu służby wojskowej studiował na Boston University; następnie podjął pracę dziennikarza sportowego w gazecie „Boston Herald”. W 1963 podjął pracę w „The Boston Globe”, w tym samym roku po raz pierwszy współpracował z telewizją, komentując transmisję tenisową dla bostońskiej stacji WGBH. W latach 1968–1972 komentator tenisowego turnieju wielkoszlemowego US Open dla CBS, od 1972 związany z NBC; identyfikowany przede wszystkim z transmisjami NBC z Wimbledonu i French Open.
Obok pracy telewizyjnej kontynuował też działalność w prasie. Pozostając redaktorem „The Boston Globe”, był jednocześnie korespondentem m.in. „The Independent” (Londyn) i „Age” (Melbourne).
Uznawany za człowieka o encyklopedycznej wiedzy na temat tenisa, jest autorem kilku publikacji książkowych. Obok znanej Encyklopedii tenisa (1977, nowe wydanie The Bud Collins Modern Encyclopedia of Tennis, 1993) są to m.in.:
- Evonne! On The Move (1974, przy współpracy z Evonne Goolagong)
- The Education of the Tennis Player (1971, z Rodem Laverem)
- My Life With the Pros (1989)

Z sukcesami grał w wielu turniejach seniorskich. W 1994 znalazł się w Międzynarodowej Tenisowej Galerii Sławy.